# Begonia gunnerifolia
Espèce
Begonia gunnerifolia est une espèce de plantes de la famille des Begoniaceae. Ce bégonia est originaire de Colombie. L'espèce a été décrite en 1875 par Jean Linden (1817-1898) et Édouard André (1840-1911). L'épithète spécifique gunnerifolia signifie « à feuille de Gunnera », pour la ressemblance avec les Gunnera, un genre de plantes à fleur de la famille des Gunneraceae.

## Répartition géographique
Cette espèce est originaire du pays suivant : Colombie.